# Паломбара Сабина
Паломбара Сабина (итал. Palombara Sabina) је насеље у Италији у округу Рим, региону Лацио.
Према процени из 2011. у насељу је живело 6044 становника. Насеље се налази на надморској висини од 297 м.

## Становништво
Према резултатима пописа становништва 2011. у општини је живело 12.167 становника.
| 1931. | 1936. | 1951. | 1961. | 1971. | 1981. | 1991. | 2001.  | 2011.  |
| ----- | ----- | ----- | ----- | ----- | ----- | ----- | ------ | ------ |
| 5.668 | 5.662 | 6.064 | 6.282 | 6.703 | 7.649 | 8.726 | 10.659 | 12.167 |